# Andal Ampatuan Jr.
Andal Uy Ampatuan Jr. (nascido em 15 de agosto de 1976) é um  ex-político e assassino em massa filipino condenado. Ele é um dos principais perpetradores do massacre de Maguindanao, juntamente com seu pai, irmãos e sobrinhos. Na época do massacre, ele era o prefeito cessante de Datu Unsay, Maguindanao, e planejava concorrer ao cargo de governador da província, cargo que seu pai, Andal Sr., deixaria vago. Esmael Mangudadatu, de um clã político rival, declarou sua candidatura às eleições para governador de 2010, desafiando Ampatuan ao cargo. Os Ampatuans realizaram o massacre para matar Mangudadatu.
Em 19 de dezembro de 2019, Andal Ampatuan Jr., juntamente com seu irmão Zaldy e outros co-acusados, foram condenados por 57 acusações de assassinato e sentenciados à reclusão perpétua.